# Lamoine (Maine)
Lamoine est une ville américaine située dans le Comté de Hancock, dans le Maine. Selon le recensement de 2020, sa population est de 1 720 habitants.